# أندرو بف
أندرو بف (26 مايو 1969 في المملكة المتحدة - ) (بالإنجليزية: Andrew Pugh)‏ هو لاعب كريكت بريطاني. لعب مع Devon County Cricket Club ‏.

## وصلات خارجية
- أندرو بف على موقع إي آس بي آن كريك إنفو (الإنجليزية)